# قرآن دست‌نویس دانشگاه بیرمنگام
قرآن دست‌نویس دانشگاه بیرمنگام یک نسخه خطی از قرآن است که در سال ۲۰۱۵ میلادی در کتابخانه کدبری دانشگاه بیرمنگام یافت شد. این نسخه که روی دو قطعه کاغذ پوستی به خط حجازی نوشته شده‌است، شامل بخشی از سوره‌های ۱۸ تا ۲۰ قرآن است.

## دیرینگی
بر اساس آزمایش رادیو کربن، قدمت پوست آهوی این نسخه به احتمال ۹۵٫۴ درصد مربوط به سال‌های ۵۶۸ تا ۶۴۵ میلادی یعنی کمتر از دو دهه بعد از مرگ محمد و برابر با ۲۴ ه‍.ق (زمان خلافت عمر خطاب) است؛ بنابراین بر اساس این آزمون، این نسخه جزو قدیمی‌ترین نسخِ قرآن است و حتی نویسنده آن می‌توانسته‌است که محمد را مستقیم بشناسد. کتابخانه مرکزی آستان قدس رضوی اعلام کرد که با توجه به تشابه نوع دستخط به‌کاررفته در این دست نوشته با مصحف منسوب به علی که موجود در کتابخانه آستان قدس رضوی است، احتمال می‌رود این نسخه پیدا شده توسط علی بن ابی‌طالب تحریر شده باشد.
در مقابل، کارشناسانِ متخصص، با بررسی‌های خودشان، نظرات دیگری دارند. فرانسوآ دِرُش، استاد «تاریخِ قرآن» و متخصص دست‌نوشته‌های قرآنی در فرانسه می‌گوید که آزمون کَربُن چهارده گرایش به قدیمی نشان دادن تاریخ‌ها دارد و بر اساس این آزمایش در حال حاضر بعضی نسخ قرآنی تاریخی قدیمی‌تر از تولدِ محمد دارند. او در تحلیل و بررسی خودش از دست‌نوشته بیرمنگام به این نتیجه رسیده‌است که صفحات قرآن بیرمنگام از همان دست‌نوشته‌ای می‌آیند که برخی از صفحات آن در کتابخانه ملی فرانسه موجود اند و تحلیل‌های نگارشی، تاریخ آن را مربوط به ربعِ سومِ قرنِ هفتمِ میلادی، یعنی حدود ۱۸ تا ۴۳ سال پس از درگذشت محمد نشان می‌دهند.
گیوم دی نیز دست‌نوشته دانشگاه بیرمنگام را از همان نسخه موجود در کتابخانه ملی فرانسه (BNF 328 c) می‌داند. او زمان نوشته شدن این دست‌نوشته را ربعِ چهارم قرن هفتم میلادی (معادل ۵۵ تا ۸۰ هجری) یا حتی به شکل قابل قبول‌تری ربعِ نخستِ قرن هشتم میلادی (معادل ۸۰ تا ۱۰۵ هجری) می‌داند.
چندین پژوهشگر و متخصص نسخه‌های قرآنی و عربی در عربستان گفته‌اند که در این دست‌نوشته از علائم نگارشی و ترکیب رنگ‌هایی استفاده شده‌است که در زمان محمد وجود نداشته، و در زمان خلافت عثمان بن عفان و امویان به بعد شکل گرفته و وارد شیوه نگارشی در قرآن شده‌است. از نظر آنها، زمان نوشته شدنِ دست‌نوشته بیرمنگام می‌تواند بعد از این تاریخ‌ها باشد، اما قبل از آن نه.
به گفته آذرتاش آذرنوش - مدیر بخش ادبیات عرب مرکز دائرةالمعارف بزرگ اسلامی - امکان خطا در آزمایش کربن وجود دارد. او می‌گوید با آزمایش کربن چهارده به این نتیجه رسیدند که پوست استفاده شده در این نسخه احتمالاً مربوط به پیش از محمد است.